# MTV Video Music Award for Best Group Video
Nejlepší videoklip skupiny je kategorie, která se udílí na MTV Video Music Awards. Zde je přehled všech vítězů.
| Rok  | Umělec                       | Video                                                    |
| ---- | ---------------------------- | -------------------------------------------------------- |
| 1984 | ZZ Top                       | "Legs"                                                   |
| 1985 | USA for Africa               | "We Are the World"                                       |
| 1986 | Dire Straits                 | "Money for Nothing"                                      |
| 1987 | Talking Heads                | "Wild Wild Life"                                         |
| 1988 | INXS                         | "Need You Tonight/Mediate"                               |
| 1989 | Living Colour                | "Cult of Personality"                                    |
| 1990 | The B-52's                   | "Love Shack"                                             |
| 1991 | R.E.M.                       | "Losing My Religion"                                     |
| 1992 | U2                           | "Even Better Than the Real Thing"                        |
| 1993 | Pearl Jam                    | "Jeremy"                                                 |
| 1994 | Aerosmith                    | "Cryin'"                                                 |
| 1995 | TLC                          | "Waterfalls"                                             |
| 1996 | Foo Fighters                 | "Big Me"                                                 |
| 1997 | No Doubt                     | "Don't Speak"                                            |
| 1998 | Backstreet Boys              | "Everybody (Backstreet's Back)"                          |
| 1999 | TLC                          | "No Scrubs"                                              |
| 2000 | blink-182                    | "All the Small Things"                                   |
| 2001 | 'N Sync                      | "Pop"                                                    |
| 2002 | No Doubt feat. Bounty Killer | "Hey Baby"                                               |
| 2003 | Coldplay                     | "The Scientist"                                          |
| 2004 | No Doubt                     | "It's My Life (No Doubt)"                                |
| 2005 | Green Day                    | "Boulevard of Broken Dreams"                             |
| 2006 | The All-American Rejects     | "Move Along"                                             |
| 2007 | Fall Out Boy                 | "This Ain't a Scene, It's an Arm Race, Thnks fr th Mmrs" |